# Pittosporum coriaceum
Pittosporum coriaceum är en tvåhjärtbladig växtart som beskrevs av Jonas Dryander och William Aiton. Pittosporum coriaceum ingår i släktet Pittosporum och familjen Pittosporaceae. Inga underarter finns listade.